# Chaperiopsis erecta
Chaperiopsis erecta är en mossdjursart som först beskrevs av Busk 1884.  Chaperiopsis erecta ingår i släktet Chaperiopsis och familjen Chaperiidae. Inga underarter finns listade i Catalogue of Life.